# Mazury

Mazury

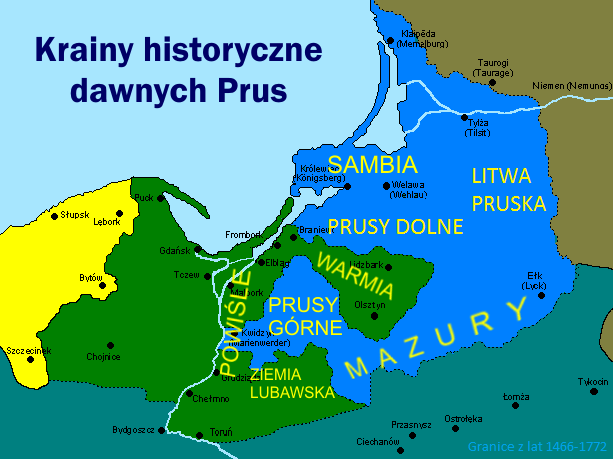
Mazury

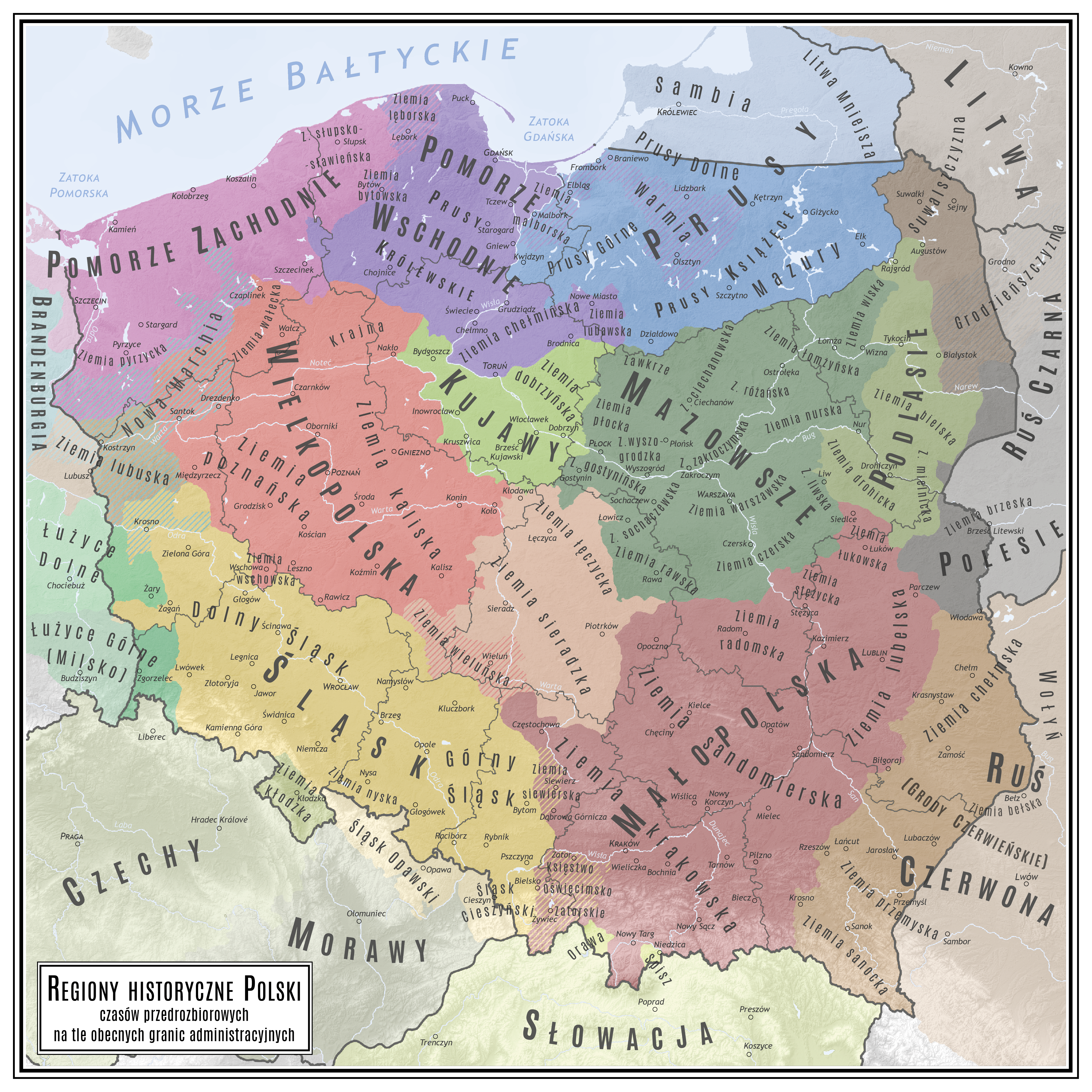
Mazury a další historické země Polska na pozadí moderních správních hranic

Mazury (dříve polsky Mazowsze Północne, Mazowsze Pruskie, Mazury Pruskie, německy Masuren) je etnograficko-geografická oblast v severovýchodním Polsku. Geograficky je součástí Mazurského pojezeří a administrativně náleží do Varmijsko-mazurského vojvodství.

## Historie a popis
Krajina se do dnešní podoby zformovala po skončení poslední doby ledové před asi 14–15 tisíci lety. Z té doby pochází sobí roh, nalezený poblíž Giżycka.
Terén je pahorkatina s četnými jezery a řekami. Z jedné třetiny pokrývají povrch lesy – na severu převládají habřiny, na jihu jsou to lesy borové či smíšené.

## Odraz v kultuře

## Hlavní města
- Działdowo

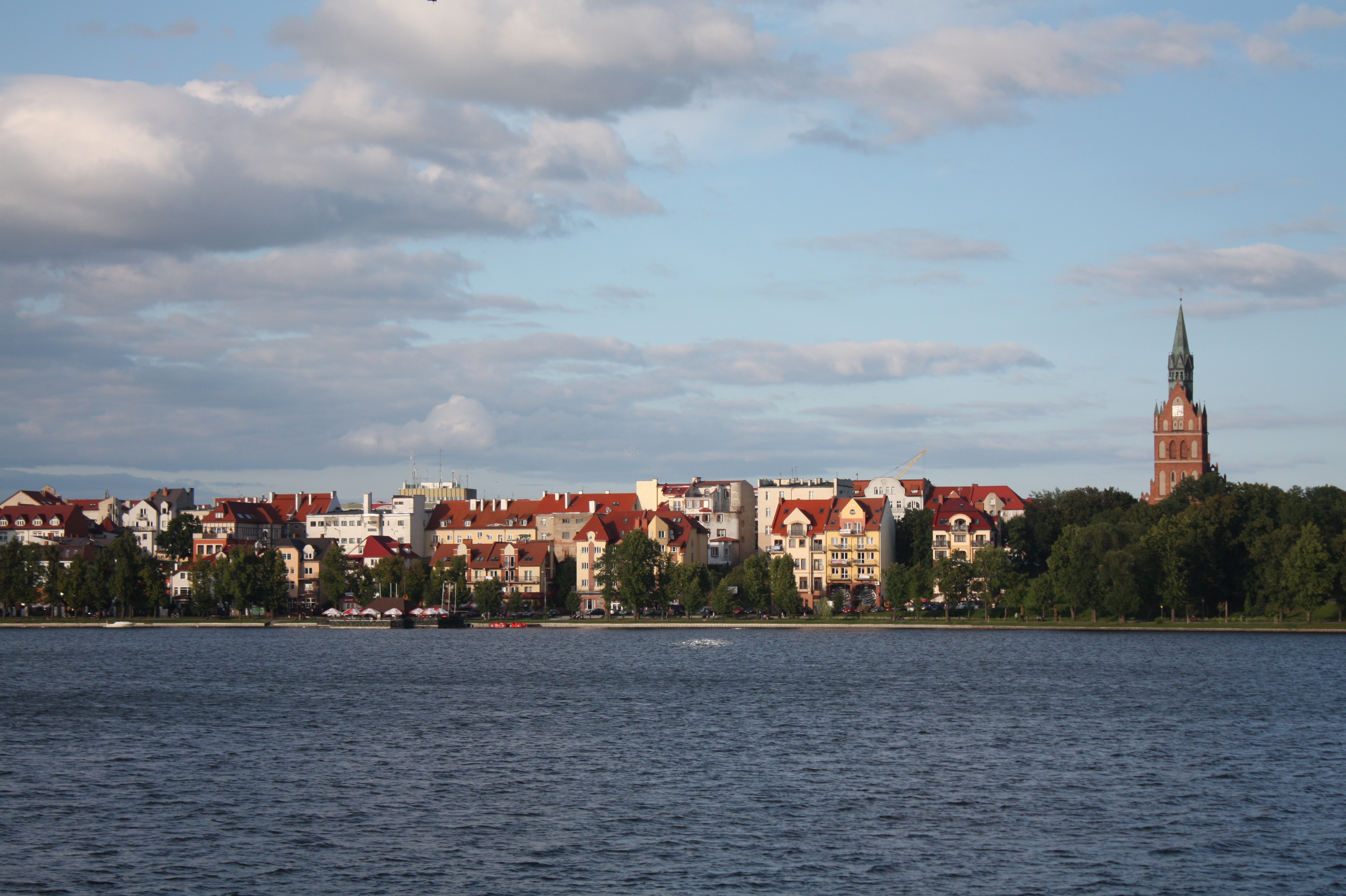
Ełk
- Giżycko
- Gołdap
- Kętrzyn
- Mrągowo
- Mikołajki
- Nidzica
- Olecko
- Olsztynek
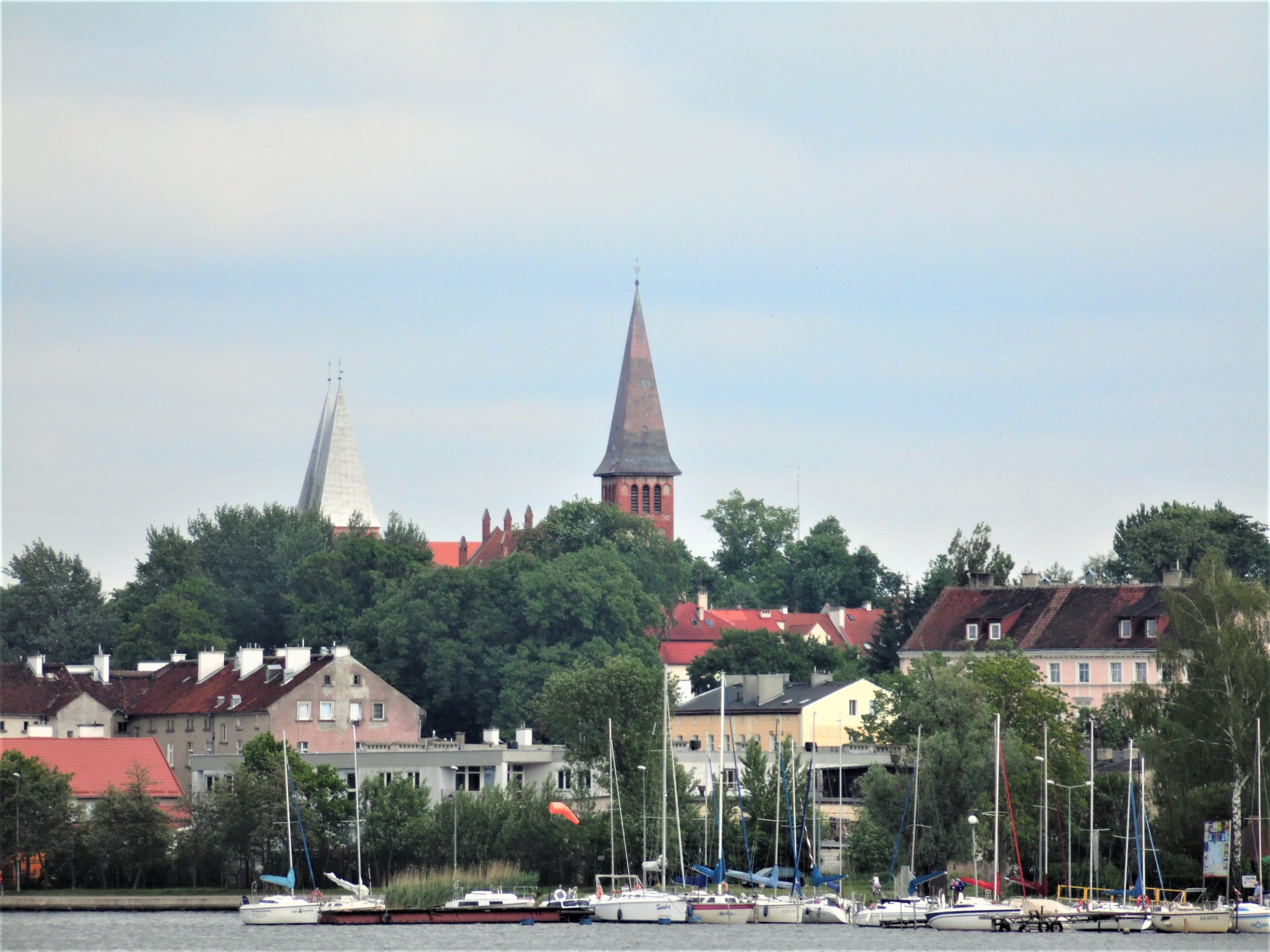
Ostróda
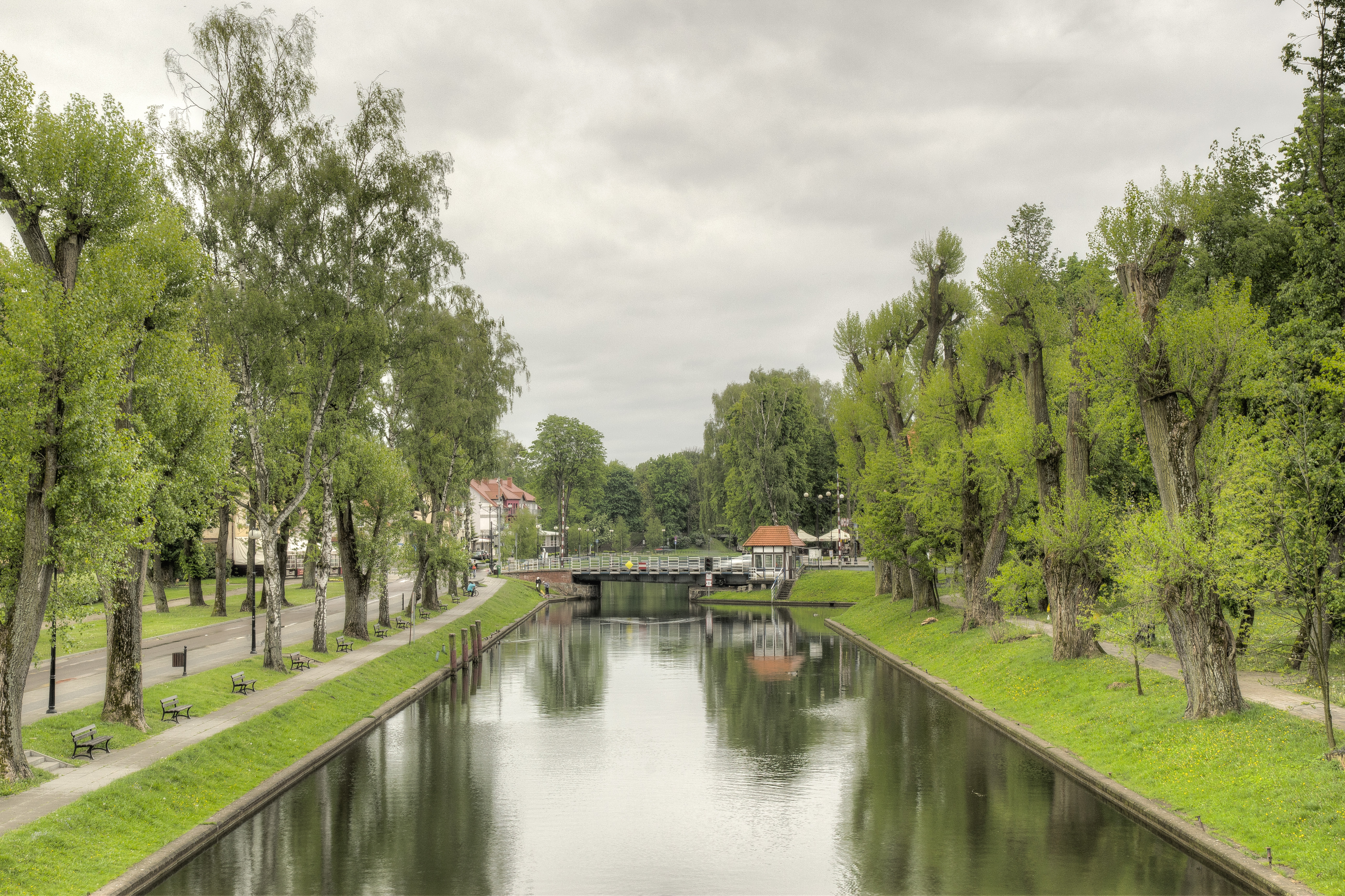
Orzysz
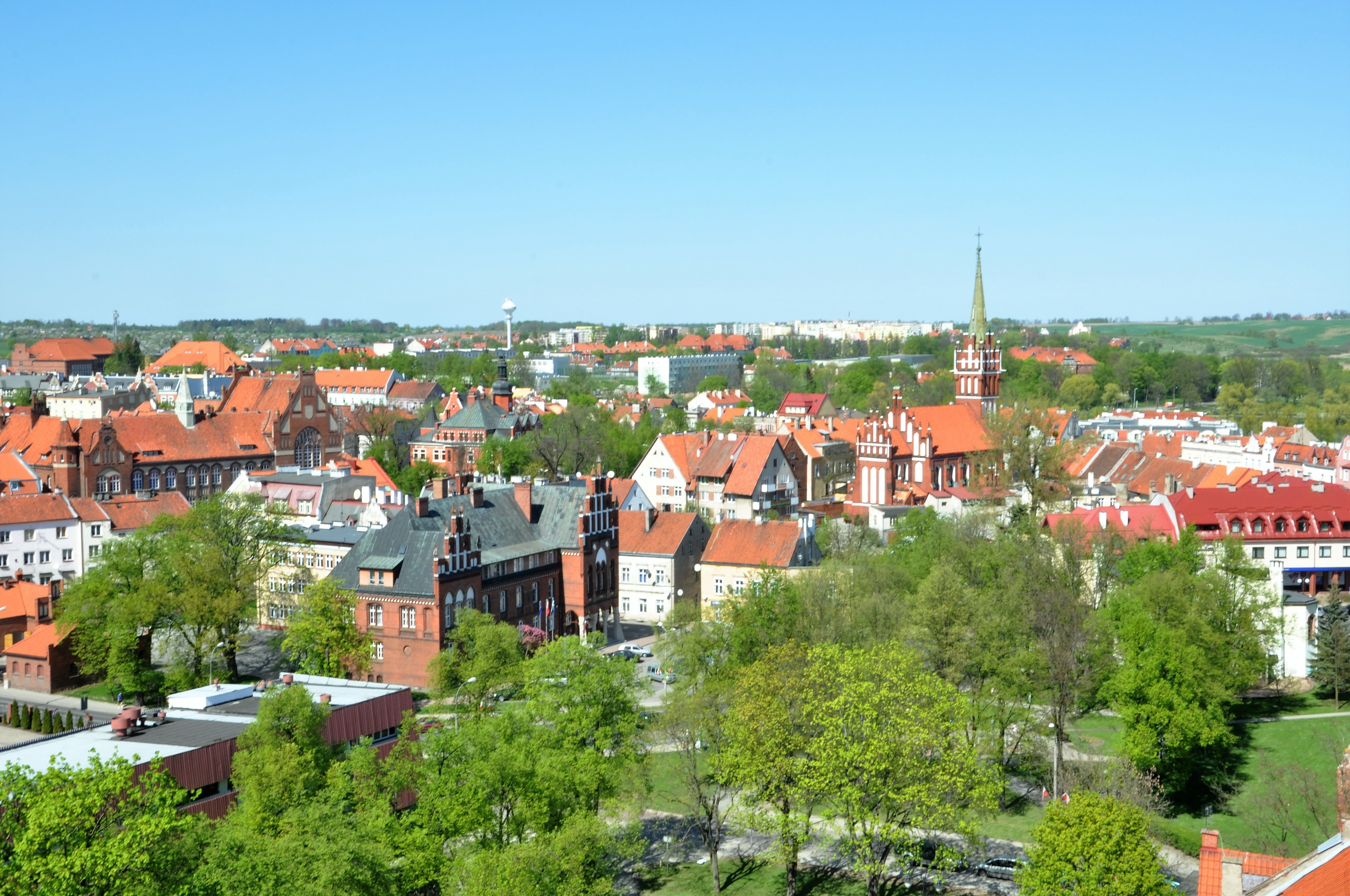
Pisz
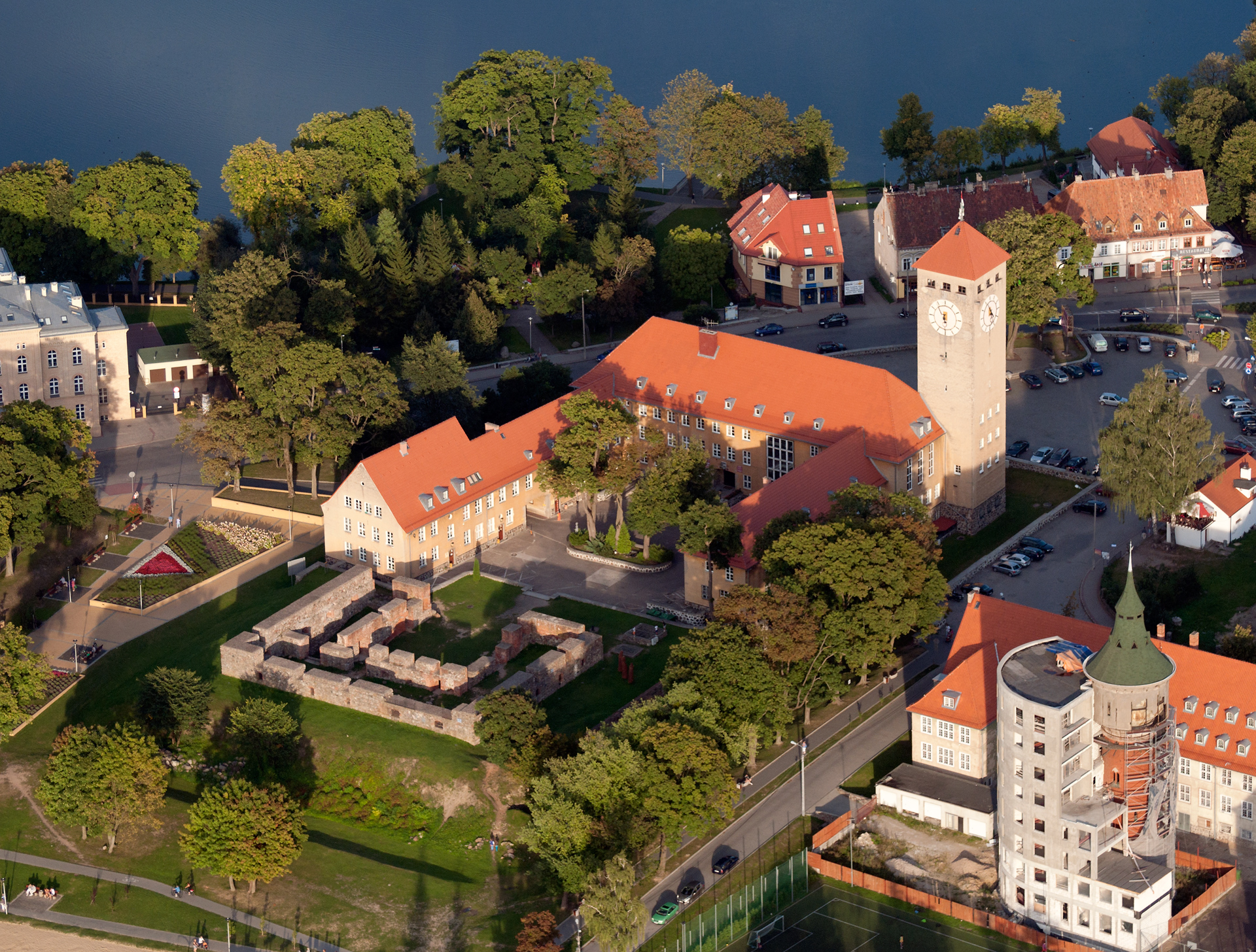
Szczytno
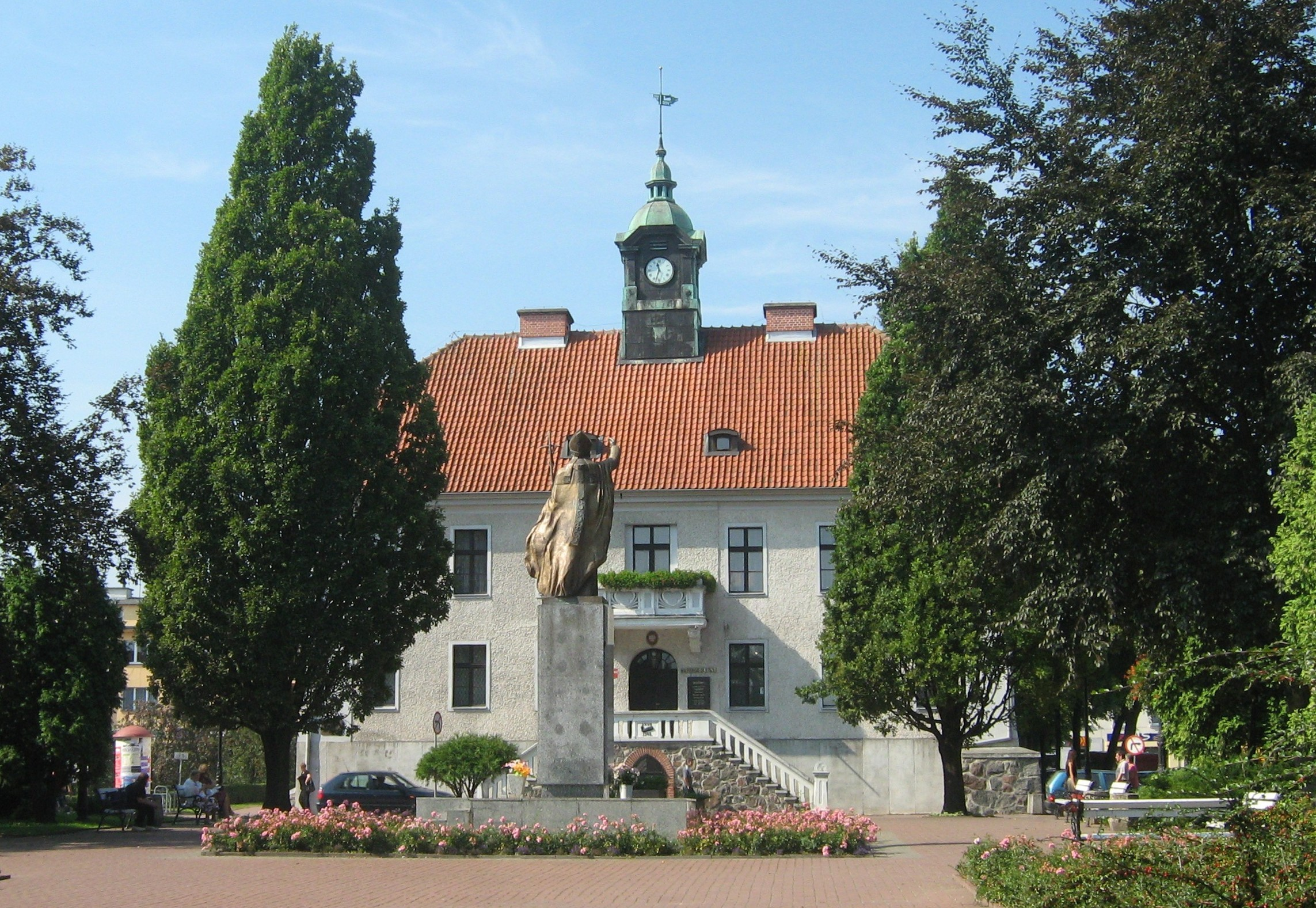
Węgorzewo

- Ełk
- Ostróda
- Giżycko
- Kętrzyn
- Szczytno
- Mrągowo